# 沃森鎮區 (密歇根州)
沃森鎮區（英語：Watson Township）是位於美國密歇根州阿勒根縣的一個行政鎮區。

## 地方資料
沃森鎮區的面積為93.50平方千米，當中陸地面積為91.60平方千米，而水域面積為1.90平方千米。根據2010年美國人口普查的數據，當地共有人口2176人，而人口密度為每平方千米23.27人。